# Armand-Emmanuel du Plessis
Armand Emmanuel Sophie Septemanie du Plessis, książę de Richelieu, de Fronsac i hrabia de Chinon (ur. 25 września 1766, zm. 17 maja 1822) – prominentny francuski polityk okresu restauracji. Jako wierny królowi szlachcic walczył po „białej” stronie w czasie rewolucji francuskiej i w armii Imperium Rosyjskiego podczas najazdu Napoleona na Rosję.

## Młodość
Urodzony w Paryżu jako syn Louisa Antoine du Plessis, księcia de Fronsac i wnuk jednej z wielu faworyt króla Ludwika XV. Otrzymał tytuł hrabiego de Chinon, a już w 1782 ożenił się z Rosalie de Rochechouart posiadającą 12 rodzeństwa. W podróży poślubnej Armand zabrał żonę do Genui, Genewy, Florencji i Wiednia. Po trzech latach podróży królowa Maria Antonina powierzyła mu dowództwo nad regimentem dragonów, a w następnym roku został doradcą króla Ludwika XVI, który zamiast słuchać swego doradcy wolał grać w karty. W 1788 roku młody Richelieu został głową swego rodu (ojciec był już niezdolny mentalnie do spełniania tych obowiązków).
W 1789 roku, kiedy rozpoczęła się rewolucja, był dowódcą oddziału huzarów. Richelieu wiele razy organizował ucieczki osób spokrewnionych z królem. Jego największym osiągnięciem było ocalenie życia jednej z księżniczek. Jego kawaleria brała udział w wielu walkach, ale bohaterstwo i talent dowódczy nie mogły sprostać 10-krotnej przewadze republikanów.

## Na emigracji

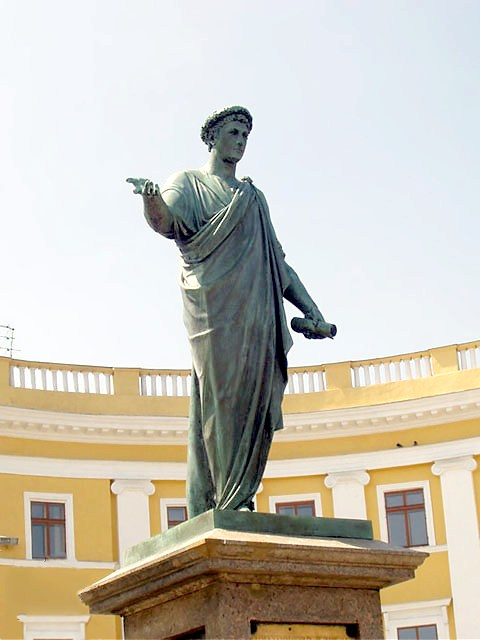
Pomnik księcia Richelieu w Odessie

Za radą królowej Marii Antoniny w 1790 roku uciekł do Wiednia, skąd zabiegał u zaprzyjaźnionych generałów o interwencję w jego kraju. Zaprzyjaźnił się z cesarzem Leopoldem II i rodakiem, księciem Ludwikiem de Ligny. Hrabia de Langeron zaś zapoznał go z Aleksiejem Suworowem, jednym z generałów armii rosyjskiej. Książę wstąpił do wojsk cara Aleksandra I, w których dzielnie walczył. Otrzymał za to złoty miecz i order. Był od teraz generałem porucznikiem armii carskiej.
Po śmierci ojca otrzymał najważniejszy tytuł – księcia de Richelieu. Próbował ocalić rodzinę królewską i skłonił ją do ucieczki, ale w Varennes król został rozpoznany i część uciekinierów (w tym król) została zmuszona do powrotu. Ludwik XVIII zdołał ewakuować się do Westfalii. 
Za czasów Konsulatu przebywał krótko we Francji, by ratować resztki majątku, po czym wrócił do Rosji, gdzie został generałem-gubernatorem noworosyjsko-besarabskim. Przeprowadził tam meliorację gruntów, a Odessa za jego rządów stała się pierwszym portem Morza Czarnego. W okresie, kiedy Richelieu zarządzał Odessą, liczba mieszkańców miasta wzrosła z 8 tysięcy w 1804 roku do 35 tysięcy w 1813 roku. Jego zasługi dla tego miasta upamiętnia pomnik księcia Richelieu autorstwa Iwana Martosa, na bulwarze Prymorśkim u szczytu Schodów Potiomkinowskich.

## Powrót do Francji
Richelieu wrócił do Francji w 1814 roku, towarzysząc królowi Ludwikowi XVIII. Został właśnie zwolniony z armii rosyjskiej, by mógł wrócić do kraju i „poskładać go”. Książę wierzył, że car będzie wspomagać nowego króla. Nie zawiódł się. Jednak „korsykański potwór” powrócił. Richelieu rzucił przeciw niemu marszałka Neya, jednak dopuścił się on zdrady. W nocy z 19 na 20 marca Ludwik XVIII i cała rodzina królewska uciekli z Paryża. Nie była to jednak potajemna ucieczka pogardzanego króla. W Abbeville 20 marca o 17:00 król witany jest owacjami i płaczem. 21 marca o 4:00 wita go Bethune. Lille 22 marca zgotowało Ludwikowi iście królewskie powitanie. Powodzenie jest jednak na razie po stronie cesarza. Wieczorem 20 marca wkracza on do Paryża, entuzjastycznie witany przez jego mieszkańców. Następnie przystępuje do odbudowy armii. 15 czerwca wkracza do Belgii z zamiarem pokonania wojsk pruskich Blüchera i brytyjskich Wellingtona. Plan się jednak nie powiódł. Blücher został wprawdzie pokonany 16 czerwca pod Ligny, ale nie rozbity. 18 czerwca Napoleon zmierzył się z Wellingtonem pod Waterloo, ale nie zdołał go pokonać do czasu nadejścia Prusaków. Bitwa skończyła się klęską cesarza, która przypieczętowała jego upadek. Zesłany na wyspę św. Heleny umarł tam w 1821 r.
8 lipca Ludwik XVIII wrócił do opanowanego przez koalicjantów Paryża, witany równie entuzjastycznie, co w marcu Napoleon. Król był nim tak wzruszony, że odstąpił od etykiety i zszedł do tłumu. Prefekt departamentu Sekwany, hrabia Gilbert Chabrol de Volvic, powitał go słowami: Minęło sto dni od smutnej chwili, gdyś został, Najjaśniejszy Panie, oderwany od kochających cię poddanych i zmuszony do opuszczenia stolicy pośród łez i łkania jej mieszkańców.

## Dwukrotne premierostwo
Już w lipcu 1815 Richelieu miał objąć stanowisko ministra dworu w gabinecie Talleyranda, jednak odmówił. W rozpisanych na sierpień 1815 r. wyborach do Izby Deputowanych większość uzyskali ultrasi – skrajni konserwatyści dążący do całkowitego powrotu do czasów przedrewolucyjnych. Ludwik powołał jednak na szefa rządu umiarkowanego rojalistę, właśnie księcia Richelieu (który zdołał przekonać króla, że Talleyrand to najgorszy kandydat z możliwych). Chociaż Karta Konstytucyjna przewidywała odpowiedzialność rządu przed królem, zdominowana przez ultrasów Izba Deputowanych (zwaną Izbą Niezrównaną) chciała poddać umiarkowany rząd swojej kontroli. Prowokacyjne ustawy (zniesienie rozwodów), spory z ministrami i próby przywrócenia przedrewolucyjnego porządku spowodowały, że Ludwik stracił w końcu cierpliwość i rozwiązał Izbę Deputowanych. We wrześniu 1816 r. odbyły się nowe wybory, które dały nieznaczną przewagę umiarkowanych rojalistom.
Początkowo powracających Burbonów popierała dawna arystokracja i dawne klasy posiadające. Jednak polityka protekcjonizmu ekonomicznego sprawiła, że siły rojalistów powiększyły się o burżuazję, przemysłowców, producentów zboża i hodowców. Jednak wynikający z tej polityki zastój w handlu zagranicznym oraz wzrost cen rujnował niższe warstwy społeczne. Bogaciły się natomiast wyższe warstwy, które miały ponadto pełnię praw politycznych. Długi okres pokoju, jaki przeżywała wówczas Francja, sprawił, że kraj stał się zamożny i ludny. Nie przywrócono wielkiej przedrewolucyjnej własności ziemskiej, wzrastała natomiast liczba gospodarstw średnich i drobnych. Rozwijała się nauka (André Marie Ampère, Jean Baptiste Joseph Fourier), filozofia (Henri de Saint-Simon) i romantyczna literatura (Alphonse de Lamartine, François-René de Chateaubriand, Victor Hugo, Alfred de Vigny). Zwiększało się również bogactwo burżuazji spowodowane wzrostem produkcji przemysłowej. Odbył się on jednak kosztem wyzysku robotników. W fabrykach pracowały również kobiety i dzieci, pracowano również nocą, łączny czas pracy wynosił 13–16 godzin dziennie. Robotnicy żyli w skandalicznych warunkach bytowych. W 1816 roku premier zajął 16. fotel w Akademii Francuskiej.
Umiarkowane rządy księcia Richelieu (1815-1818), markiza Dessolles (1818-1819), księcia Decazes (1819-1820) i ponownie księcia Richelieu (1820-1821) miały duże sukcesy w ustabilizowaniu sytuacji politycznej w kraju. Dzięki pożyczkom bankowym udało się spłacić długi państwowe z okresu Stu Dni oraz koszty okupacji. Przyspieszyło to ewakuację wojsk okupacyjnych z Francji, co nastąpiło w 1818 r. W tym samym roku Kongres mocarstw europejskich dopuścił Francję do grona państw decydujących o losach Europy. Uporządkowano stosunki z Kościołem Katolickim, powracając do zasad konkordatu z 1801 r. Armię zreorganizowano i ograniczono do 150 000 ludzi. Reforma z 1818 r. wprowadziła demokratyczne zasady awansu w armii.
Zmiana kursu nastąpiła w 1820 r. 13 lutego fanatyczny republikanin Louis Pierre Louvel zasztyletował bratanka Ludwika XVIII, księcia de Berry, gdy ten odprowadzał żonę do powozu w trakcie przedstawienia w Operze paryskiej. Upadł rząd Decazes’a obwiniany przez ultrakonserwatystów o popieranie liberalizmu i tolerowanie demoralizacji, w wyniku czego doszło do zamachu (w tym tonie opublikowano m.in. czterystustronicowy „Projekt oskarżenia” autorstwa Clausela de Coussergues). Ludwik XVIII ponownie na premiera powołał Richelieu, który zgodził się na to dopiero po zapewnieniu przez brata króla, hrabiego d’Artois, że będzie on popierał ten rząd. Po wyborach w listopadzie 1820, z których prawica wyszła wzmocniona, a opozycja liberalna rozbita, do rządu weszli dwaj ultrakonserwatyści: Villèle jako minister bez teki oraz Corbière jako minister oświaty. Nie usatysfakcjonowało to jednak stronnictwa hrabiego d’Artois, które dążyło do usunięcia Richelieu. W końcu Richelieu udał się do hrabiego d’Artois przypomnieć mu jego obietnicę, iż jego przyjaciele nie będą go atakować, lecz popierać do końca, na co brat króla odpowiedział: Drogi diuku, potraktował pan sylaby zbyt dosłownie, a poza tym okoliczności były wtedy takie trudne!. Ostatecznie w grudniu 1821 rząd Richelieu upadł i powstał ultrakonserwatywny rząd Villèle. Popierał go królewski brat, hrabia d’Artois, arystokracja, Kościół, konserwatywne kluby, komitety, gazety i stowarzyszenia. Rozpoczęły się represje wobec opozycji.
Książę de Richelieu znał kilka języków obcych, w tym język polski. Zmarł 17 maja 1822 roku na apopleksję. Żegnały go tłumy rodaków.